# A Coruña (Gerichtsbezirk)
Der Gerichtsbezirk A Coruña ist einer der 14 Gerichtsbezirke in der Provinz A Coruña.
Der Bezirk umfasst 7 Gemeinden auf einer Fläche von 436,94 km² mit dem Hauptquartier in A Coruña.

## Gemeinden
| Gemeinde                | Einwohner (2024) | Fläche km² | Dichte Einw./km² | Cod INE | Postleitzahl |
| ----------------------- | ---------------- | ---------- | ---------------- | ------- | ------------ |
| Arteixo                 | 34.038           | 93,68      | 363              | 15005   | 15142        |
| Cambre                  | 24.781           | 40,74      | 608              | 15017   | 15660, 15669 |
| Carral                  | 6.775            | 48,03      | 141              | 15021   | 15175        |
| Cerceda                 | 5.085            | 111,27     | 46               | 15024   | 15185        |
| A Coruña                | 249.261          | 37,83      | 6.589            | 15030   | 15001–15011  |
| Culleredo               | 31.085           | 61,73      | 504              | 15031   | 15189        |
| Oleiros                 | 38.333           | 43,66      | 878              | 15058   | 15170–15179  |
| Gerichtsbezirk A Coruña | 389.358          | 436,94     | 891              | –       | –            |